# Hiệp hội Người sống sót trận Trân Châu Cảng
Hiệp hội Người sống sót trận Trân Châu Cảng (Tiếng Anh: Pearl Harbor Survivors Association), hay PHSA là một tổ chức được công nhận bởi Quốc hội Hoa Kỳ được thành lập vào năm 1958, với nhiệm vụ kết nối những cựu binh từ Chiến tranh thế giới thứ hai đã sống sót trận Trân Châu Cảng hoặc chứng kiến trận chiến chỉ 3 dặm cách bờ biển nơi cuộc tấn công xảy ra, vào ngày 7 tháng 12 năm 1941. PHSA đã chính thức giải tán vào tháng 12 năm 2011, khi đó tổ chức có khoảng 2,700 thành viên khắp nước Mỹ.
Cuộc họp không chính thức đầu tiên của hội diễn ra vào ngày 7 tháng 12 năm 1954 tại khách sạn Del Camino Room tại Gardena, California, với 11 cựu binh sống sót trận Trân Châu Cảng tụ họp với nhau nhằm tưởng nhớ những đồng chí đã tử trận của mình. Và tại đó, họ đã nhất trí cùng tổ chức hoạt động tưởng nhớ thường niên.
Cuộc họp thành lập hội chính thức diễn ra vào năm 1958, với sự hiện diện của 13 cựu binh. 11 người có mặt tại cuộc họp năm 1954 được công nhận là Những người sáng lập Hiệp hội người sống sót trận Trân Châu Cảng.
Sau cuộc họp năm 1958, các thành viên bắt đầu tìm kiếm những người lính khác sống sót sau trận Trân Châu Cảng nhằm mở rộng hội.
Vào ngày 7 tháng 12 năm 2011, ngày tưởng niệm 70 năm trận Trân Châu Cảng tại Hawaii; chủ tịch PHSA, ông William Muehleib, đã thông báo rằng ban lãnh đạo đã quyết định giải tán hội vào ngày 31 tháng 12 năm đó, vì 2,700 thành viên còn lại của hội tuổi đã cao và sức khỏe không còn phù hợp để tham gia các hoat động thường niên.
Tuy vậy, những hoạt động xã hội tại các địa phương liên quan đến những cựu binh sống sót trận Trân Châu Cảng vẫn còn được tiếp tục. Số lượng thành viên hội đạt đỉnh ở 18.000 thành viên toàn quốc và 70,000 thành viên toàn quốc.

## Lịch sử

### Tư cách trở thành thành viên
- Thành viên Quân đội Hoa Kỳ vào ngày 7 tháng 12 năm 1941.
- Phải đang đóng quân khi Nhật Bản tấn công Trân Châu Cảng, trên đảo Oahu, hoặc ngoài khơi hòn đảo, không cách quá ba (3) dặm.
- Được giải ngũ trong danh dự
- Không phải và chưa từng là thành viên của Đảng Cộng Sản, hay bất kỳ tổ chức nào ủng hộ lật đổ Chính phủ Hoa Kỳ.

## Hội Hậu duệ người sống sót Trân Châu Cảng
Một đề xuất đã được đưa ra tại Cuộc gặp mặt Toàn quốc Hiệp hội Người sống sót trận Trân Châu Cảng, Clearwater, Florida, vài ngày 6 tháng 12 năm 1965, về việc thành lập một tổ chức cho con cháu những cựu binh của hội. Và đã được đồng ý triển khai vào tại cuộc tiếp theo ở New York vào ngày 6 tháng 12 năm 1970. Đợt kết nạp đầu (Sunshine State Chapter 1) của Hội Hậu duệ người sống sót Trân Châu Cảng (Tiếng Anh: Sons and Daughters of Pearl Harbor Survivors) hay SDPHS đã được thành lập vào ngày 6 tháng 12 năm 1972, tại St. Petersburg, Florida. Vào ngày 20 tháng 10 năm 1973, SDPHS trở thành một tổ chức độc lập phạm vị toàn quốc. Tổ chức ph lợi nhuận này tới nay đã có hơn 3,500 thành viên từ trong và ngoài nước Mỹ. Nhóm cũng cho phép thành viên liên kết, không phải con cháu những cựu binh.

## Bảng tưởng niệm PHSA
- Đài Tưởng niệm USS Arizona - Một bảng tưởng niệm PHSA được lắp trong Cuộc họp mặt Toàn quốc lần thứ nhất tại Hawaii (Ngày tưởng niệm 25 năm trận Trân Châu Cảng) vào tháng 12 năm 1966.
- Học viện Hải quân Hoa Kỳ - tại Hội trường Cựu sinh viên, Học viện Hải quân Hoa Kỳ, thành phố Annapolis, Maryland. Có một bức tường tưởng niệm tên những người lính tử trận tại trận Trân Châu Cảng.

## Thành viên đáng chú ý

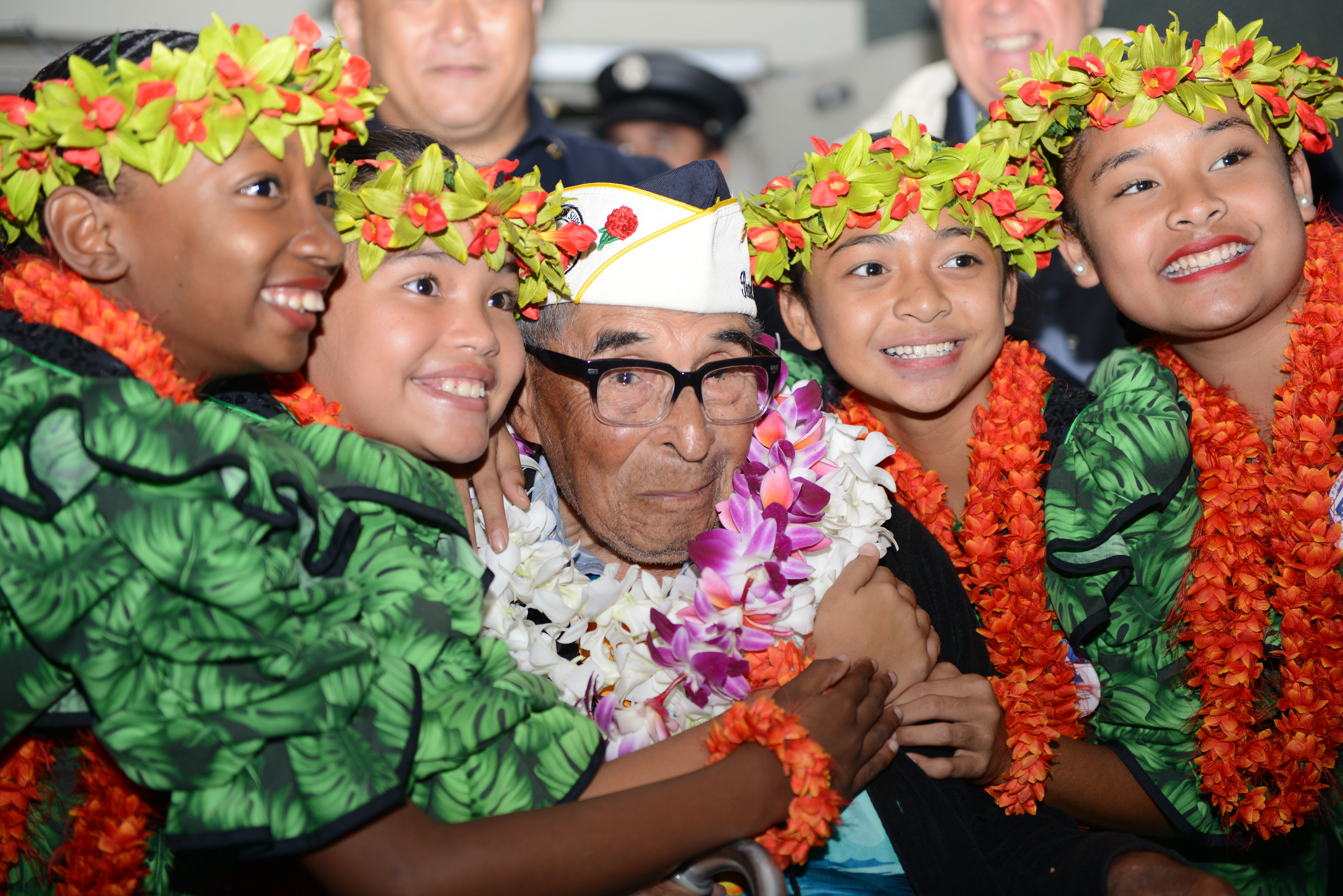
Ray Chavez, cựu binh sống sót qua trận Trân Châu Cảng lớn tuổi nhất, tại tuổi 104, ảnh chụp vào tháng 12 năm 2016.

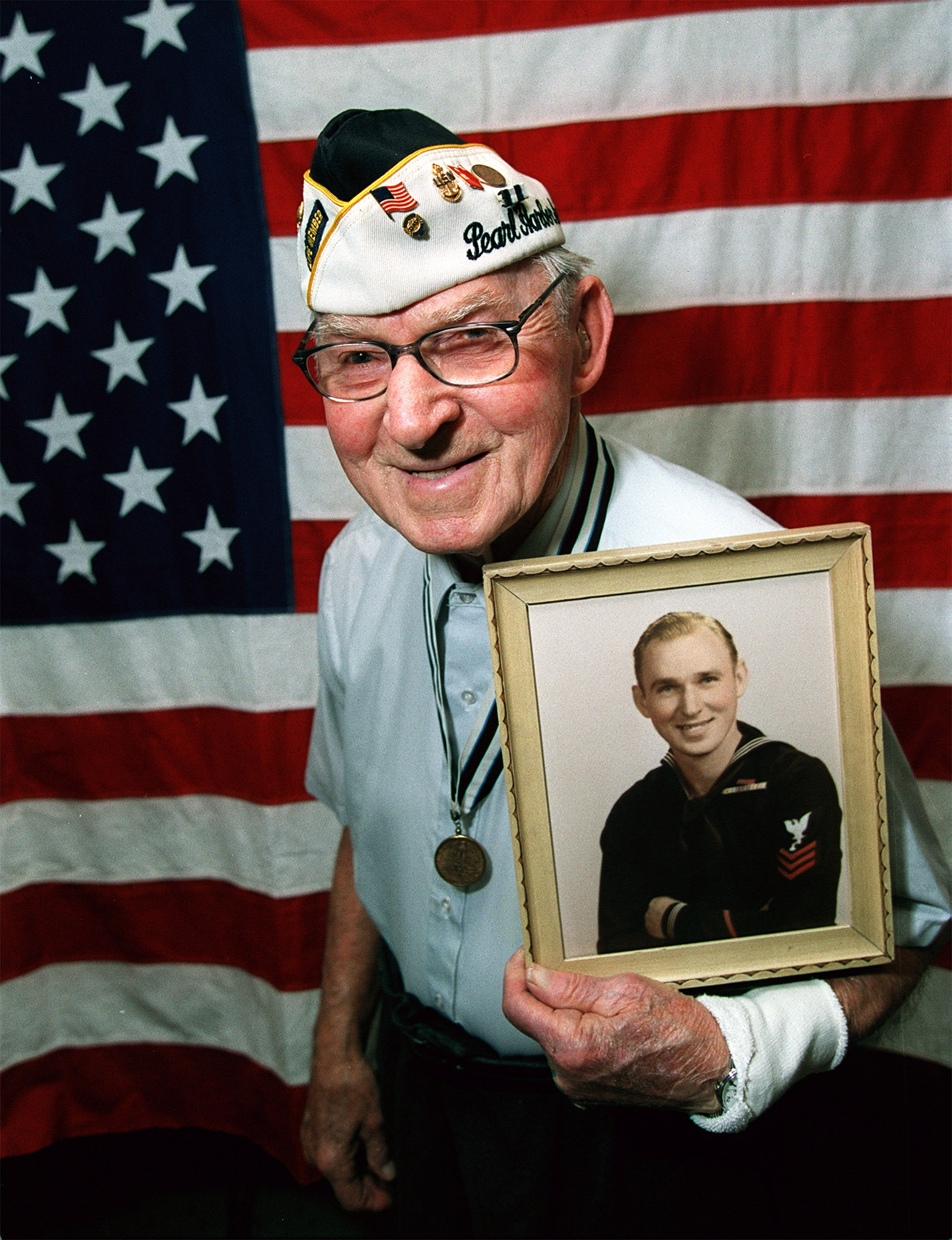
Thành viên PHSA, Steve Sawzin, sinh sống tại Lorain, Ohio. Ảnh chụp năm 2001.

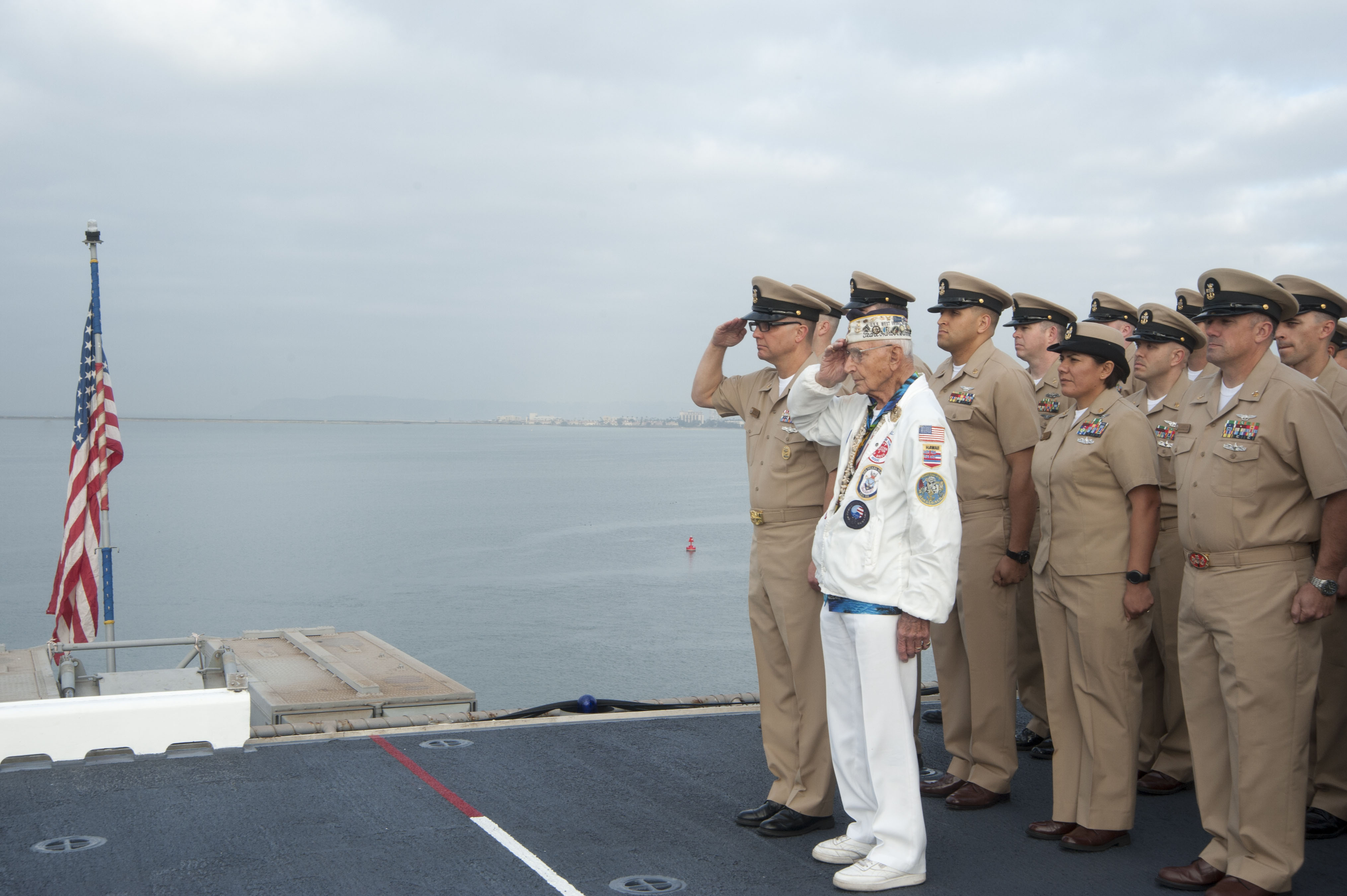
Cựu chiến binh Stuart Hedley nổi tiếng, tháng tư 2016

- Ray Chavez — Cựu thành viên hiệp hội lớn tuổi nhất, ông mất ở tuổi 106 vào tháng 11 năm 2018.[4]
- Elvis Presley — Trở thành một thành viên danh dự của PHSA vào ngày 15 tháng 12 năm 1965, và đã được trao tặng Bảng tưởng niệm PHSA vì đã góp phần lập nên Đài tưởng niệm USS Arizona vào năm 1961.